# 河岸素III
河岸素III（Riparin III，化学名2,6-二羟基-N-[2-(4-甲氧基苯基)乙基]苯甲酰胺）是一种有机化合物，化学式为C16H17NO4。它具有抗菌活性。它可以2,6-二羟基苯甲酸甲酯和4-甲氧基苯乙胺为原料反应制得。